# Salvatore La Marca
Salvatore La Marca (Mazzarino, 28 maggio 1921 – Roma, 17 dicembre 1979) è stato un politico italiano.

## Biografia
Nel 1948 viene eletto deputato alla Camera nelle file del Partito Comunista Italiano, nella I legislatura. Viene rieletto nel 1972 con mandato nella VI. Fu anche sindaco del suo paese natale.